# 69260 Tonyjudt
69260 Tonyjudt è un asteroide areosecante della fascia principale. Scoperto nel 1982, presenta un'orbita caratterizzata da un semiasse maggiore pari a 2,5906885 UA e da un'eccentricità di 0,3881954, inclinata di 2,17742° rispetto all'eclittica.